# ARI Production
ARI Production株式会社（アリ・プロダクション）は、日本の映画企画・制作会社、芸能事務所。幸福の科学グループに属する。本社は東京都港区赤坂。
音楽・映像ソフトの制作・発売も行っており、レーベル「ARI MUSIC」を使用している。
ARIは大川隆法の次女:愛理沙（ありさ）に由来している。

## 沿革
- 2016年（平成28年） - 幸福の科学の芸能企画部門として始動。
- 2017年（平成29年）5月23日 - 株式会社設立[4]。
- 2018年 - 映画の企画・制作事業を始める。5月5日公開のドキュメンタリー日本映画『心に寄り添う。』を制作発表。
  - 同年4月 - 千眼美子のCDシングル『眠れぬ夜を超えて』を発売し、音楽事業を開始する。
  - 同年12月 - 千眼美子のCDシングル『夢の時間』を発売し、音楽レーベル「ARI MUSIC」を使用し始める。
- 2019年 - ドキュメンタリー映画の続編『光り合う生命。-心に寄り添う。2-』を公開。
- 2020年 - ドキュメンタリー映画の続編『奇跡との出会い。-心に寄り添う。3-』を公開。
- 2021年 - ドキュメンタリー再現ドラマ映画『夢判断、そして恐怖体験へ』を公開。

## 所属

### タレント
- 千眼美子（清水富美加）[5][6]
- 田中宏明
- 希島凛
- なりたりな
- 青木涼
- 山岸芽生
- 深沢莉子
- 佐々木悠介
- 望月さやか
- 松岡蓮
- 和泉さくら
- 川村采可
- 中村光満
- 渡辺優凛
- 高梨ゆず
- 西脇こころ
- 高江志歩
- 高木心朗
- 早坂美怜
- 星野ひらく
- 成美ひかる
- 鈴木かりん

### アーティスト
- 篠原紗英
- 大澤美也子
- 小原ゆかり

### 文化人
- 綾織次郎
- 鈴木真実哉
- 里村英一

※ 2022年1月現在 公式サイト掲載順 https://aripro.co.jp/talent/

### 退所
- 雲母 (女優)